# 巴尔塞纳德彼德孔查
巴尔塞纳德彼德孔查，是西班牙坎塔布里亚的一个市镇。总面积31平方公里，总人口841人（2001年），人口密度27人/平方公里。